# 立花家橘松
立花家 橘松（たちばなや きつまつ）は、落語家の名前。
- 立花家橘松 - 後∶三代目三遊亭圓馬
- 立花家橘松 - 本項にて記述
- 朝寝坊橘松 - 後∶九代目柳亭芝楽
- 立花家橘松 - 後∶橘家圓平

三ツ組橘は、立花家橘松の定紋である。

立花家 橘松（1911年（逆算） - 1935年5月24日、本名不詳）は、落語家。五代目三遊亭圓橘の柳亭芝楽時代の門下で芝丸から立花家橘松を名乗った人物がいる。